# قوات زيرفاني
قوات زيرفاني (بالكردية: زێرەڤانی / Zêrevanî)، هي قوة شرطة عسكرية تخضع لحكومة إقليم كردستان العراق. تعد جزء من البيشمركة وهي تابعة لوزارة الداخلية للإقليم. مهمتها ضمان أمن الحكومة والملكية الصناعية وتقديم الدعم لقوات الشرطة والجيش.

## الهيكلة والرسالة
تخضع زيرفاني لحكومة اقليم كردستان العراق ووزارتها الداخلية، وهي جزء من قوات البيشمركة (القوات المسلحة الكردية)، وتوفر الأمن للحكومة والملكية الصناعية والدعم للشرطة المدنية والجيش. كان القائد الأول لزيرفاني فريدون جوانرودي، استقال جوانروي في عام 2010 وعُيِّن عزيز ويسي كقائد عام لقوات زيرفاني.
تم تأسيس زيرفاني في عام 1997 من قبل الحزب الديمقراطي الكردستاني من أجل دعم قوات الشرطة والبيشمركة. ووفقًا لما قاله عزيز ويسي، القائد العام لزيرفاني، إن دور زيرفاني طيلة السنوات اتسع أيضًا لحماية محطات الكهرباء والموارد المائية، وكذلك السفارات والقنصليات والمكاتب الحكومية وغيرها من الأهداف الحساسة.
وفقا لصحيفة لستراتفور، فإنه في عام 2004 تم إحصاء عدد قوات زيرفاني حيث (بلغ مجموعهم 30,000 مقاتل). في عام 2011، وصل عدد قوات زيرفاني إلى 120.000،، هناك العديد من بينهم من المسيحيين العراقيين.
تقبل زيرفاني المتطوعين الذين تتراوح أعمارهم بين 18 و 27 سنة. كما يُسمح للنساء بالخدمة.

## التدريب والعمليات
في نوفمبر 2009، بدأت قوات زيرفاني التدريب جنبا إلى جنب مع شرطة اقليم كردستان، من أجل القيام بعمليات فعالة للشرطة ومكافحة التمرد. منذ عام 2014، خضعت زيرفاني أيضًا للتدريب مع فريق العمل المشترك - عملية الإصلاح المترابط. يتم تدريب قوات زيرفاني من قبل قوات كندية وبريطانية والقوات الألمانية والهولندية والنرويجية والفنلندية والهنغارية. وفي عام 2016، تم تدريب قوات زيرفاني من قبل الجيش الإيطالي. (العلاقات بين إيطاليا وكردستان).
شاركت قوات زيرفاني في عدة جبهات قتالية بجانب قوات البيشمركة. في عام 2016 قاتلت فصائل تنظيم الدولة الإسلامية في الخطوط الامامية حول الموصل.

## المعدات
كون قوات زيرفاني كانت منخفضة في المعدات عندما بدأت التدريب، تبرع جيش البيشمركة ببعض أسلحتهم إلى زيرفاني. وضعت حكومة كردستان الإقليمية قاعدة لهم وسمحت لهم بشراء أسلحتهم الخاصة. اسلحتهم الامامية غالباً تكون AKMs ، RPKs (رشاشات السوفيتية الخفيفة) و DShKs (الرشاشات السوفيتية الثقيلة). و (M4A1 وM16)
أسلحة فردية
بندقية:
AKM (بندقية هجومية - 7.62 × 39 مم)
Zastava M92 (بندقية هجومية - 7.62 × 39 مم)
AK-74 (بندقية هجومية - 5.45 × 39 مم)
Heckler & Koch G3 (Battle Rifle - 7.62 × 51mm)
M16 (بندقية هجومية - 5.56 × 45 ملم) [17]
M4A1 (بندقية هجومية / كاربين - 5.56 × 45 مم)
بندقية قناص:
SVD Dragunov (بندقية قنص - 7.62 × 54mmR)
M-40A1 (بندقية قناص - 7.62 × 51 مم)
باريت M82A1 (بندقية قناص - 12.7 × 99 مم)
بندقية قنص تبوك (بندقية قناص - 7.62 × 39 مم)
M-24 SWS (بندقية قنص - 7.62 × 51 مم)
Dragunov SVU (بندقية قنص - 7.62 × 54mmR)
Zastava M91 (بندقية قنص - 7.62 × 54mmR)
PSG1 (بندقية قنص - 7.62 × 51 مم)
المضادة للدبابة ناسفة:
RPG-7 (قاذفة قنابل صاروخية - 40 ملم)
RPG-29 (قاذفة قنابل صاروخية - 105 مم)
AT4 (قاذفة قنابل صاروخية - 84 ملم)
AT-4 حنفية (قاذفة قنابل صاروخية - 120 مم)
المركبات:
دبابة قتال رئيسية
T-54 / T-55]
T-62
تي 72
شاحنات عسكرية
GAZ-66 (4x4 2 طن)
همفي
شاحنات صغيرة
تويوتا هيلوكس (4x4 "4Runner")
نيسان تيتان
مدافع-110
بندقية مضادة للطائرات
ZU-23-2
KS-30